# روديغر هوفمان
روديغر هوفمان (بالألمانية: Rüdiger Hoffmann)‏ هو مغني وموسيقي ألماني، ولد في 30 مارس 1964 في بادربورن في ألمانيا.

## وصلات خارجية
- روديغر هوفمان على موقع IMDb (الإنجليزية)
- روديغر هوفمان على موقع مونزينجر (الألمانية)
- روديغر هوفمان على موقع ميوزك برينز (الإنجليزية)
- روديغر هوفمان على موقع أول ميوزيك (الإنجليزية)
- روديغر هوفمان على موقع ديسكوغز (الإنجليزية)
- روديغر هوفمان على موقع قاعدة بيانات الفيلم (الإنجليزية)